# Rudka (Czarnków-Trzcianka)
Rudka [pronunciación en polaco: /ˈrutka/] (en alemán: Hütte) es un pueblo ubicado en el distrito administrativo de Gmina Trzcianka, dentro del Distrito de Czarnków-Trzcianka, Voivodato de Gran Polonia, en el oeste de Polonia central. Se encuentra aproximadamente a 8 kilómetros al sur de Trzcianka, a 13 kilómetros al noroeste de Czarnków, y a 72 kilómetros al noroeste de la capital regional Poznań.